# WiiWare
WiiWare è stata una sezione apposita del Canale Wii Shop del Nintendo Wii.
Questo canale era pensato per offrire un servizio analogo a quello fornito da Sony con il PlayStation Store e quello fornito da Microsoft con il Marketplace, ovvero creare una sorta di "negozio virtuale" da cui comprare, tramite l'acquisto di appositi punti, giochi e contenuti aggiuntivi per giochi. Questi punti si chiamavano Nintendo Points ed erano acquistabili sia online che offline; erano gli stessi che venivano utilizzati anche per l'acquisto dei videogiochi per il Canale Virtual Console.

## Giochi
I giochi per WiiWare hanno un costo variabile tra i 500 e i 1500 Nintendo Points. Qui di seguito l'elenco dei giochi disponibili con i relativi costi:
| Titolo | Sviluppatore                                          | JAP | NA | PAL (televisione) | Wii Point           |
| --- | ----------------------------------------------------- | --- | -- | ----------------- | ------------------- |
| "Aha! I Found It!" Hidden Object Game Aa! Mitsuketa! Item Sagashi GameJP                                                                       | Ateam Inc.                                            | Sì  | Sì | Sì                | 500                 |
| "Aha! I Got It!" Escape Game 1 Nuke! Dasshutsu Game: My Home HenJP                                                                             | Ateam Inc.                                            | Sì  | Sì | Sì                | 500                 |
| 3-2-1, Rattle Battle! Atsui 12 Game: Furi Furi Party!JP                                                                                        | Tecmo                                                 | Sì  | Sì | Sì                | 500                 |
| 2 Fast 4 Gnomz | QubicGames                                            |     |    |                   | 500                 |
| 3°C | Kemco                                                 | Sì  | No | No                | 700                 |
| 3D Pixel Racing | Vidia                                                 | No  | Sì | Sì                | 500                 |
| 5-in-1 Solitaire | Digital Leisure                                       | No  | Sì | No                | 500                 |
| 5 Spots Party | Cosmonaut Games                                       | No  | Sì | Sì                | 500                 |
| 81diver Wii | Silver Star Japan                                     | Sì  | No | No                | 1000                |
| Adventure Island: The Beginning Takahashi Meijin no Bōken Jima WiiJP                                                                           | Hudson Soft                                           | Sì  | Sì | Sì                | 1000 800NA          |
| Aero Guitar | Yudo                                                  | Sì  | No | No                | 800                 |
| Alien Crush Returns | Hudson Soft, Tamsoft                                  | Sì  | Sì | Sì                | 800                 |
| Ant Nation | Konami                                                | No  | Sì | No                | 700                 |
| Arkanoid Plus! | Taito                                                 | Sì  | Sì | Sì                | 800                 |
| Art of Balance | Shin'en Multimedia                                    | No  | Sì | No                | 800                 |
| Art Style: CUBELLO Art Style Series: CUBELEOJP                                                                                                 | Nintendo, skip Ltd.                                   | Sì  | Sì | Sì                | 600                 |
| Art Style: ORBIENT Art Style Series: ORBITALJP                                                                                                 | Nintendo, skip Ltd.                                   | Sì  | Sì | Sì                | 600                 |
| Art Style: ROTOHEX Art Style Series: DIALHEXJP                                                                                                 | Nintendo, skip Ltd.                                   | Sì  | Sì | Sì                | 600                 |
| Bakutan (Bomb Tapper) | Alpha Unit                                            | Sì  | No | No                | 500                 |
| Bang Attack | Engine Software                                       | No  | No | Sì                | 600                 |
| Battle Poker | Left Field Productions                                | No  | Sì | No                | 800                 |
| Big Kahuna Party | Reflexive Entertainment                               | No  | Sì | No                | 700                 |
| Bit Boy!! | Bplus                                                 | No  | Sì | Sì                | 600                 |
| Bit.Trip Beat | Gaijin Games, Aksys Games                             | Sì  | Sì | Sì                | 600 500JP           |
| Bit.Trip Core Bit.Trip Core: Rhythm Seijin no GyakushūJP                                                                                       | Gaijin Games, Aksys Games                             | Sì  | Sì | Sì                | 600 500JP           |
| Bit.Trip Void Bit.Trip Void: Rhythm Seijin no DanmakuJP                                                                                        | Gaijin Games, Aksys Games                             | Sì  | Sì | No                | 600 500JP           |
| bittos+ | Unconditional Studios                                 | No  | Sì | No                | 800                 |
| Blaster Master: Overdrive | Sunsoft                                               | No  | Sì | No                | 1000                |
| Block Breaker Deluxe | Gameloft                                              | Sì  | Sì | Sì                | 800                 |
| Bloons | Hands-On Mobile                                       | No  | Sì | No                | 500                 |
| Boingz | RealNetworks, Ninjabee                                | No  | Sì | No                | 1000                |
| Boku wa Plarail Untenshi: Shinkansen & Jōkikikansha Hen                                                                                        | Takara Tomy                                           | Sì  | No | No                | 1000                |
| Bomberman Blast Wi-Fi 8 Hito Battle BombermanJP                                                                                                | Hudson Soft                                           | Sì  | Sì | Sì                | 1000                |
| Bonsai Barber | Zoonami, Nintendo                                     | No  | Sì | Sì                | 1000                |
| Brain Challenge | Gameloft                                              | Sì  | Sì | Sì                | 1000                |
| Bruiser and Scratch | Steel Penny Games                                     | No  | Sì | No                | 1000                |
| Bubble Bobble Plus! Bubble Bobble WiiJP | Taito                                                 | Sì  | Sì | Sì                | 800 600NA           |
| Carnival King | Incredible Technologies, n-Space                      | No  | Sì | No                | 700                 |
| Castlevania: The Adventure ReBirth Dracula Densetsu ReBirthJP                                                                                  | Konami, M2                                            | Sì  | Sì | Sì                | 1000                |
| Chindōchō!! Pole no Daibōken (On a Weird Way!! Pole's Big Adventure)                                                                           | SEGA                                                  | Sì  | No | No                | 500                 |
| Christmas Clix | JV Games                                              | No  | Sì | No                | 1000                |
| Chronos Twins DX | EnjoyUP Games                                         | No  | Sì | No                | 1000                |
| Cocoto Fishing Master | Neko Entertainment                                    | No  | Sì | Sì                | 700                 |
| Cocoto Platform Jumper | Neko Entertainment                                    | No  | Sì | Sì                | 700                 |
| ColorZ | Exkee                                                 | No  | Sì | Sì                | 700                 |
| Contra ReBirth | Konami, M2                                            | Sì  | Sì | Sì                | 1000                |
| Copter Crisis | Digital Leisure                                       | No  | Sì | Sì                | 500                 |
| Critter Round-Up Saku Saku Animal PanicJP | Epicenter Studios, Konami                             | Sì  | Sì | Sì                | 1000                |
| Crystal Defenders R1 | Square Enix                                           | Sì  | Sì | Sì                | 1000JP 800          |
| Crystal Defenders R2 | Square Enix                                           | Sì  | Sì | Sì                | 1000JP 800          |
| Darts Wii | Alpha Unit                                            | Sì  | No | No                | 500                 |
| Deer Captor Shika GariJP | Arc System Works                                      | Sì  | No | No                | 500                 |
| Defend Your Castle | XGen Studios                                          | No  | Sì | Sì                | 500                 |
| Derby Dog | SIMS Co., Ltd.                                        | Sì  | No | No                | 500                 |
| Diatomic | Grendel Games                                         | No  | Sì | No                | 800                 |
| Diner Dash | Hudson Soft                                           | Sì  | No | No                | 1000                |
| Discipline: Teikoku no Tanjou | Marvelous Entertainment, Unigame Bunko                | Sì  | No | No                | 800                 |
| Dracula: Undead Awakening | Chillingo Ltd.                                        | No  | No | Sì                | 1000                |
| Dragon Master Spell Caster | Stickmen Studios                                      | No  | Sì | Sì                | 500                 |
| Driift Mania | Konami                                                | No  | Sì | Sì                | 800                 |
| Dr. Mario & SterminavirusNA Dr. Mario & Germ BusterPAL Dr. Mario & Saikin BokumetsuJP                                                          | Nintendo, Arika                                       | Sì  | Sì | Sì                | 1000                |
| Drill Sergeant MindstrongNA Brain CadetsPAL Onitore: Kyōkan wa OnigunsōJP                                                                      | HI Games & Publishing, Xseed Games, Rising Star Games | Sì  | Sì | Sì                | 1000PAL 800         |
| Eat! Fat! FIGHT! Tsuppari Ōzumō Wii HeyaJP | Tecmo                                                 | Sì  | Sì | Sì                | 1000                |
| Eco Shooter: Plant 530NA 530 Eco Shooter | Nintendo, Intelligent Systems                         | Sì  | Sì | Sì                | 1000                |
| Eduardo the Samurai Toaster | Semnat Studios                                        | No  | Sì | No                | 800                 |
| Equilibrio | DK Games                                              | No  | Sì | Sì                | 500                 |
| Evasive Space Kiken KūikiJP | Yuke's, High Voltage Software, Tryfirst               | Sì  | Sì | No                | 1000                |
| Excitebike: World RallyNA Excitebike: World ChallengePAL Excitebike: World RaceJP                                                              | Nintendo                                              | Sì  | Sì | Sì                | 1000                |
| Family & Friends Party | Gammick Entertainment                                 | No  | Sì | Sì                | 1000                |
| Family Card Games Okiraku Daifugō Wii: Honkaku Wi-Fi Net TaisenJP                                                                              | Arc System Works                                      | Sì  | Sì | No                | 500                 |
| Family Glide Hockey Okiraku Air Hockey WiiJP                                                                                                   | Arc System Works                                      | Sì  | Sì | Sì                | 500                 |
| Family Go-Kart Racing Okiraku Kart WiiJP | Arc System Works                                      | Sì  | Sì | No                | 500                 |
| Family Mini Golf Okiraku Putter Golf WiiJP | Arc System Works                                      | Sì  | Sì | No                | 500                 |
| Family Pirate Party Okiraku Sugoroku WiiJP | Arc System Works                                      | Sì  | Sì | No                | 500                 |
| Family Slot Car Racing Okiraku Slot Car Racing WiiJP                                                                                           | Arc System Works                                      | Sì  | Sì | Sì                | 500                 |
| Family Table Tennis Okiraku Ping Pong WiiJP | Arc System Works                                      | Sì  | Sì | Sì                | 800PAL 500          |
| Family Tennis Okiraku Tennis WiiJP | Arc System Works                                      | Sì  | Sì | No                | 500                 |
| Fantastic Cube | Zoom Inc.                                             | Sì  | No | No                | 800                 |
| Fantastic Tambourine | Zoom Inc.                                             | Sì  | No | No                | 800                 |
| Fast Draw Showdown | Digital Leisure                                       | No  | Sì | Sì                | 500                 |
| Final Fantasy IV: The After Years Final Fantasy IV: The After Years - Tsuki no KikanJP                                                         | Square Enix, Matrix Software                          | Sì  | Sì | Sì                | 800                 |
| Final Fantasy Crystal Chronicles: My Life as a Darklord Hikari to Yami no Himegimi to Sekai Seifuku no Tou: Final Fantasy Crystal ChroniclesJP | Square Enix                                           | Sì  | Sì | Sì                | 1000                |
| Final Fantasy Crystal Chronicles: My Life as a King Chīsana Ōsama to Yakusoku no Kuni: Final Fantasy Crystal ChroniclesJP                      | Square Enix                                           | Sì  | Sì | Sì                | 1500                |
| Fish'em All | Abylight                                              | No  | Sì | Sì                | 800                 |
| Flowerworks | Nocturnal Entertainment                               | No  | Sì | No                | 1000                |
| F・O・R・T・U・N・E: Hoshi no Furi Sosogu Oka                                                                                                  | Cybird                                                | Sì  | No | No                | 1000                |
| Frogger Returns | Konami                                                | No  | Sì | Sì                | 500                 |
| Full Blast Hitchhike Let's Zenryoku Hitchhike!!!!!!!!!JP                                                                                       | Nippon Ichi Software                                  | Sì  | No | No                | 1000                |
| Fun! Fun! Minigolf | Shin'en Multimedia                                    | Sì  | Sì | Sì                | 1000JP 900          |
| Game Sound Station | Gust Corporation                                      | Sì  | No | No                | 1000                |
| Ghost Mansion Party | Gameloft                                              | Sì  | Sì | Sì                | 1000                |
| GhostSlayer | Gevo Entertainment                                    | No  | Sì | No                | 600                 |
| Gradius ReBirth | Konami, M2                                            | Sì  | Sì | Sì                | 1000 600PAL         |
| Gravitronix | Medaverse Studios                                     | No  | Sì | No                | 500                 |
| Groovin' Blocks | Empty Clip Studios                                    | No  | Sì | No                | 800                 |
| Gyrostarr | High Voltage Software                                 | No  | Sì | No                | 700                 |
| Hajīte! Block Rush | Agenda                                                | Sì  | No | No                | 500                 |
| Hamekomi Lucky Puzzle Wii Returns | Yuke's, Tryfirst                                      | Sì  | No | No                | 500                 |
| Happy Holidays: Christmas | 505 Games                                             | No  | Sì | Sì                | 500                 |
| Happy Holidays: Halloween | 505 Games                                             | No  | No | Sì                | 500                 |
| Happy Hammerin' Tataite! MoguponJP | Agenda, Gamebridge                                    | Sì  | No | Sì                | 500                 |
| Harapeko Aomushi no ABC | Cybird                                                | Sì  | No | No                | 800                 |
| Harvest Moon: My Little Shop Bokujō Monogatari Series: Makiba no OmiseJP                                                                       | Marvelous Entertainment, Natsume                      | Sì  | Sì | No                | 1500JP 1200         |
| HB Arcade Cards | HB Studios                                            | No  | Sì | No                | 500                 |
| Helix | Ghostfire Games                                       | No  | Sì | Sì                | 1000                |
| Heracles Chariot Racing | Neko Entertainment                                    | No  | Sì | Sì                | 800                 |
| Heron: Steam Machine | Triangle Studios                                      | No  | Sì | Sì                | 500                 |
| High Voltage Hot Rod Show | High Voltage Software                                 | No  | Sì | No                | 1000                |
| Hirameki Card Battle: Mekuruca | Tom Create                                            | Sì  | No | No                | 1000                |
| Hockey Allstar Shootout | Big Blue Bubble                                       | No  | Sì | No                | 500                 |
| Home Sweet Home | Big Blue Bubble                                       | No  | Sì | Sì                | 1000                |
| Hubert the Teddy Bear: Winter Games | Teyon                                                 | No  | Sì | No                | 500                 |
| Incoming! | JV Games                                              | No  | Sì | No                | 500                 |
| Janken Party Paradise | Studio Zan                                            | Sì  | No | No                | 500                 |
| Jinsei Game (The Game of Life) | Takara Tomy                                           | Sì  | No | No                | 1000                |
| Jintori Action! Taikōkenchi: Karakuri Shiro no Nazo                                                                                            | Perpetuum                                             | Sì  | No | No                | 800                 |
| Jungle Speed | Playful Entertainment Inc.                            | No  | Sì | Sì                | 1000                |
| Kappa-kun to Asobou: Kappa-kun no Ota no Shimikai                                                                                              | Cable Entertainment                                   | Sì  | No | No                | 600                 |
| Kappa-kun to Asobou: Kappa-kun to 3 Biki no Koneko                                                                                             | Cable Entertainment                                   | Sì  | No | No                | 600                 |
| Kappa-kun to Asobou: Kappa-kun to Mori no Nakamatachi (Play With Kappa: Kappa and Forest Friends)                                              | Cable Entertainment                                   | Sì  | No | No                | 600                 |
| Karaoke Joysound Wii (WiiWare Hen) | Hudson Soft, Xing Inc.                                | Sì  | No | No                | 1000                |
| Karate Phants: Gloves of Glory | Snap Dragon                                           | No  | No | Sì                | 800                 |
| Kentei TV! Wii: Minna de Gotouchi Quiz Battle                                                                                                  | Kosaido Co. Ltd.                                      | Sì  | No | No                | 1000                |
| Kentōshi: Furi Furi Boxing | Takara Tomy                                           | Sì  | No | No                | 1000                |
| Kodomo Kyōiku Terebi Wii: Aiue Ōchan | Home Media                                            | Sì  | No | No                | 700                 |
| Kodomo Kyōiku Terebi Wii: Aiue Ōmuzu | Home Media                                            | Sì  | No | No                | 800                 |
| Kotoba no Puzzle: Mojipittan Wii | Namco Bandai                                          | Sì  | No | No                | 1000                |
| Kyotokei | Microforum                                            | No  | Sì | Sì                | 500                 |
| Learning with The PooYoos: Episode 1 | Lexis Numerique                                       | No  | Sì | Sì                | 500                 |
| Let's Catch | SEGA, Prope                                           | Sì  | Sì | Sì                | 1000                |
| Licca-chan Oshare House | Takara Tomy                                           | Sì  | No | No                | 1000                |
| LIT School of DarknessJP | WayForward Technologies, Square Enix                  | Sì  | Sì | Sì                | 1000JP 800          |
| Little Tournament Over Yonder | Gevo Entertainment                                    | No  | Sì | Sì                | 800                 |
| Lonpos | Genki, Nintendo                                       | Sì  | Sì | Sì                | 1000JP 800          |
| LostWinds | Frontier Developments, Square Enix                    | Sì  | Sì | Sì                | 1000                |
| LostWinds: Winter of the Melodias | Frontier Developments, Square Enix                    | Sì  | Sì | Sì                | 1000                |
| Maboshi's ArcadeNA MaBoShi: The Three Shape ArcadePAL Katachi no Game: Maru Bou ShikakuJP                                                      | Nintendo, Mindware Corp                               | Sì  | Sì | Sì                | 800                 |
| MadStone | RiverMan Media                                        | No  | Sì | No                | 800                 |
| Magnetica TwistNA Actionloop TwistPAL Minna de PuzzloopJP                                                                                      | Nintendo, Mitchell Corporation                        | Sì  | Sì | Sì                | 1000                |
| Magnetis | Yullaby                                               | No  | Sì | Sì                | 500                 |
| Mahjong | Cosmigo, GameOn                                       | No  | No | Sì                | 500                 |
| Major League Eating: The Game Major League EatingPAL                                                                                           | Mastiff                                               | Sì  | Sì | No                | 1000NA 500          |
| Manic Monkey Mayhem | Pinnacle Entertainment Ltd.                           | No  | No | Sì                | 1000                |
| Mart Racer | Joju Games                                            | No  | Sì | No                | 800                 |
| Max & the Magic Marker | Press Play                                            | No  | No | Sì                | 1000                |
| Mega Man 9 Rockman 9: Yabō no Fukkatsu!!JP | Capcom, Inti Creates                                  | Sì  | Sì | Sì                | 1000                |
| Midnight Bowling Hamaru BowlingJP | Gameloft                                              | Sì  | Sì | Sì                | 1000JP 800          |
| Midnight Pool Hamaru BilliardsJP | Gameloft                                              | Sì  | Sì | Sì                | 800 500JP           |
| Military Madness: Nectaris NectarisJP | Hudson Soft, Backbone Entertainment                   | Sì  | No | No                | 1000                |
| Minna de Asobou: Koinu de Kururin (Play Together: Kururin as Puppies)                                                                          | MTO                                                   | Sì  | No | No                | 500                 |
| Minna de Taisen Puzzle: Shanghai Wii | Sunsoft                                               | Sì  | No | No                | 800                 |
| Minna de Tobikome! Penguin Diving: Hooper Looper                                                                                               | Agenda                                                | Sì  | No | No                | 500                 |
| Minna no Theater Wii | Fuji Soft                                             | Sì  | No | No                | 500                 |
| Moki Moki Anata ga Mawashite Sukū Puzzle: Mochi Mochi QJP                                                                                      | Natsume                                               | Sì  | Sì | Sì                | 800                 |
| Monsteca Corral | Onteca Limited                                        | No  | Sì | Sì                | 500                 |
| Möbius Drive | Jorudan Co. Ltd.                                      | Sì  | No | No                | 800                 |
| Mouse House | Plaid World Studios                                   | No  | Sì | No                | 600                 |
| Mr. Driller W Mr. Driller WorldJP | Namco Bandai                                          | Sì  | Sì | Sì                | 800                 |
| Muscle March Muscle KōshinkyokuJP | Namco Bandai                                          | Sì  | Sì | No                | 800 500NA           |
| My Aquarium Blue Oasis: Sakana no Iyashi KūkenJP                                                                                               | Hudson Soft                                           | Sì  | Sì | Sì                | 500                 |
| My Dolphin Sea Farm: Iruka to Watashi no ShowtimeJP                                                                                            | T&S Ltd.                                              | Sì  | Sì | No                | 500                 |
| My Pokémon Ranch Minna no Pokemon Bokujō: Platina TaiōbanJP                                                                                    | Nintendo, Ambrella                                    | Sì  | Sì | Sì                | 1000                |
| My Zoo Animal Life: Dōbutsu Fureai SeikatsuJP                                                                                                  | Hudson Soft                                           | Sì  | Sì | Sì                | 500                 |
| Neves PlusNA Hamekomi Lucky Puzzle WiiJP | Yuke's, Tryfirst                                      | Sì  | Sì | No                | 600NA 500           |
| Niki - Rock 'n' Ball | Bplus                                                 | No  | Sì | Sì                | 500                 |
| NyxQuest: Kindred Spirits | Over The Top Games                                    | No  | Sì | Sì                | 1000                |
| Oekaki Logic | G-Mode                                                | Sì  | No | No                | 500                 |
| Onslaught MadsectaJP | Hudson Soft, Shade                                    | Sì  | Sì | Sì                | 1000                |
| Order!! | Poisoft                                               | Sì  | No | No                | 1000                |
| Othello | Arc System Works                                      | Sì  | No | No                | 500                 |
| Ouchi de Mugen Puchi Puchi | Namco Bandai                                          | Sì  | No | No                | 800                 |
| Out of Galaxy: Gin no Kōshika | Sunsoft                                               | Sì  | No | No                | 500                 |
| Overturn Overturn: Mecha WarsPAL | Studio Zan, Gamebridge                                | Sì  | Sì | Sì                | 800                 |
| Pallurikio | Playstos                                              | No  | Sì | Sì                | 1000                |
| Penguins & Friends: Hey! That's My Fish! | Gammick Entertainment                                 | No  | Sì | Sì                | 800                 |
| Phalanx | Zoom Inc.                                             | Sì  | No | No                | 500                 |
| Phoenix Wright: Ace Attorney Gyakuten Saiban: Yomigaeru GyakutenJP                                                                             | Capcom                                                | Sì  | Sì | Sì                | 1000 900JP          |
| Phoenix Wright: Ace Attorney - Justice for All Gyakuten Saiban 2JP                                                                             | Capcom                                                | Sì  | Sì | Sì                | 1200JP 1000         |
| Phoenix Wright: Ace Attorney - Trials and Tribulations Gyakuten Saiban 3JP                                                                     | Capcom                                                | Sì  | No | No                | 1200JP 1000         |
| PictureBook Games: Pop-Up PursuitNA PictureBook Games: A Pop-Up AdventurePAL Asoberu Ehon Tobida Sugoroku!JP                                   | Nintendo                                              | Sì  | Sì | Sì                | 1000JP 800          |
| Pirates: The Key of Dreams | Oxygen Games                                          | No  | Sì | Sì                | 1000                |
| Pit Crew Panic! | Hudson Soft                                           | Sì  | Sì | Sì                | 800NA 500           |
| Planet Pachinko | Allied Kingdoms                                       | No  | Sì | No                | 500                 |
| Plättchen Twist 'n' Paint | Bplus                                                 | No  | Sì | Sì                | 1500PAL 1000        |
| Pokémon Mystery Dungeon: Go For It! Light Adventure Squad! Pokemon Fushigi no Dungeon: Mezase! Hikari no BōkendanJP                            | Nintendo, Chunsoft                                    | Sì  | No | No                | 1200                |
| Pokémon Mystery Dungeon: Keep Going! Blazing Adventure Squad! Pokemon Fushigi no Dungeon: Susume! Honō no BōkendanJP                           | Nintendo, Chunsoft                                    | Sì  | No | No                | 1200                |
| Pokémon Mystery Dungeon: Let's Go! Stormy Adventure Squad! Pokemon Fushigi no Dungeon: Ikuzo! Arashi no BōkendanJP                             | Nintendo, Chunsoft                                    | Sì  | No | No                | 1200                |
| Pokémon Rumble Melee! Pokemon ScrambleJP | Nintendo, Ambrella                                    | Sì  | Sì | Sì                | 1500                |
| Pokers Wii | Milestone                                             | Sì  | No | No                | 500                 |
| Pong Toss! Frat Party GamesNA Beer Pong! Frat Party GamesPAL                                                                                   | JV Games                                              | No  | Sì | Sì                | 800                 |
| Ponjan Wii | Takara Tomy                                           | Sì  | No | No                | 1000                |
| Pool Revolution: Cue SportsNA Cue Sports: Snooker vs. BilliardsPAL Cue Sports: Wi-Fi Taisen BilliardsJP                                        | Hudson Soft                                           | Sì  | Sì | Sì                | 800PAL 500          |
| Pop | Nnooo                                                 | Sì  | Sì | Sì                | 700 500JP           |
| Popple to Mahou no Crayon (Popple and the Magical Crayon)                                                                                      | G-Mode                                                | Sì  | No | No                | 800                 |
| Pop 'Em, Drop 'Em SameGameNA Pop Them, Drop Them SameGamePAL Same Game WiiJP                                                                   | Hudson Soft                                           | Sì  | Sì | Sì                | 500                 |
| Party Fun PirateNA Pop-up Pirate!PAL Kurohige Kiki Ippatsu WiiJP                                                                               | Takara Tomy                                           | Sì  | Sì | Sì                | 500                 |
| Potpourrii Potpourrii: A delicate mixture of challenge and fun!PAL                                                                             | Abstraction Games                                     | No  | Sì | Sì                | 800                 |
| Princess Ai Monogatari | Sunsoft                                               | Sì  | No | No                | 500                 |
| Protöthea | Digital Builders, Sabarasa, Ubisoft                   | No  | Sì | Sì                | 1000                |
| Pub Darts | Big Blue Bubble                                       | No  | Sì | No                | 500                 |
| Bust-a-Move Plus!NA Puzzle Bobble Plus!PAL Puzzle Bobble WiiJP                                                                                 | Taito                                                 | Sì  | Sì | Sì                | 800 600NA           |
| Rabbids Lab | Ubisoft                                               | No  | Sì | Sì                | 500                 |
| Rainbow Islands: Towering Adventure! | Taito                                                 | Sì  | Sì | Sì                | 800                 |
| Raku Raku Kinen Appli Wii: Kinenka no Isha ga Oshieru Nanoka de Yamaru Hōhō                                                                    | Silver Star Japan, Mayumi Abe                         | Sì  | No | No                | 1000                |
| Reel Fishing Challenge Fish Eyes ChallengeJP                                                                                                   | Marvelous Entertainment, Natsume                      | Sì  | Sì | Sì                | 500                 |
| Rock N’ Roll Climber | Vitei, Nintendo                                       | Sì  | Sì | Sì                | 800                 |
| Rubik's Puzzle Galaxy: RUSH | Two Tribes B.V.                                       | No  | Sì | Sì                | 600                 |
| Saikyou Ginsei Gomoku Narabe | Silver Star Japan, Electronic Arts                    | Sì  | No | No                | 500                 |
| Saikyou Ginsei Igo | Silver Star Japan, Electronic Arts                    | Sì  | No | No                | 500                 |
| Saikyou Ginsei Mahjong | Silver Star Japan, Electronic Arts                    | Sì  | No | No                | 500                 |
| Saikyou Ginsei Shogi | Silver Star Japan, Electronic Arts                    | Sì  | No | No                | 500                 |
| Sandy Beach Beach de Oshiro wo Tsukutcha Wow!JP                                                                                                | Konami                                                | Sì  | Sì | No                | 500                 |
| Sexy Poker | Gameloft                                              | No  | Sì | Sì                | 500                 |
| ShadowPlay | Deep Fried Entertainment                              | No  | Sì | No                | 800                 |
| Shikakui Atama wo Maru Kusuru: Mainichi Minna no Challenge Hen                                                                                 | Nichinoken, IE Institute Co., Ltd.                    | Sì  | No | No                | 800                 |
| Shootanto: Evolutionary Mayhem Shootanto: Kako HenJP                                                                                           | Grand Prix Games, Hudson Soft                         | Sì  | Sì | Sì                | 600JP 500           |
| Silver Star Chess Saikyou Ginsei ChessJP | Silver Star Japan, Electronic Arts, Agetec            | Sì  | Sì | No                | 500                 |
| Silver Star Reversi Saikyou Ginsei ReversiJP                                                                                                   | Silver Star Japan, Electronic Arts, Agetec            | Sì  | Sì | No                | 500                 |
| Simple Series Vol. 1: The Block Kuzushi neo | Tam Soft, D3 Publisher                                | Sì  | No | No                | 500                 |
| Simple Series Vol. 2: The Number Puzzle neo | Tam Soft, D3 Publisher                                | Sì  | No | No                | 500                 |
| Simple Series Vol. 3: The Mahjong | Tam Soft, D3 Publisher                                | Sì  | No | No                | 500                 |
| Simple Series Vol. 4: The Misshitsu kara no Dasshutsu                                                                                          | Intense, D3 Publisher                                 | Sì  | No | No                | 500                 |
| Simple Series Vol. 5: The Judo | Tam Soft, D3 Publisher                                | Sì  | No | No                | 700                 |
| Snowboard Riot Board WarriorsJP | Hudson Soft                                           | Sì  | Sì | Sì                | 1000                |
| Solitaire | Cosmigo, GameOn                                       | No  | No | Sì                | 500                 |
| Sorcery Blade | Kemco                                                 | Sì  | No | No                | 1000                |
| Space Invaders Get Even | Taito, Cattle Call                                    | Sì  | Sì | Sì                | 500                 |
| Spaceball Revolution | Virtual Toys                                          | No  | Sì | Sì                | 800                 |
| SPOGS Racing | D2C Games                                             | No  | Sì | Sì                | 1000                |
| Star Soldier R | Hudson Soft                                           | Sì  | Sì | Sì                | 800                 |
| Stop Stress: A Day of Fury | Abylight                                              | No  | Sì | Sì                | 800                 |
| Strong Bad's Cool Game for Attractive People - Episode 1: Homestar Ruiner                                                                      | Telltale Games                                        | No  | Sì | Sì                | 1000                |
| Strong Bad's Cool Game for Attractive People - Episode 2: Strong Badia the Free                                                                | Telltale Games                                        | No  | Sì | Sì                | 1000                |
| Strong Bad's Cool Game for Attractive People - Episode 3: Baddest of the Bands                                                                 | Telltale Games                                        | No  | Sì | Sì                | 1000                |
| Strong Bad's Cool Game for Attractive People - Episode 4: Dangeresque 3: The Criminal Projective                                               | Telltale Games                                        | No  | Sì | Sì                | 1000                |
| Strong Bad's Cool Game for Attractive People - Episode 5: 8-Bit Is Enough                                                                      | Telltale Games                                        | No  | Sì | Sì                | 1000                |
| Stunt Cars | Icon Games                                            | No  | Sì | Sì                | 800                 |
| Sudoku Challenge! | Digital Leisure                                       | No  | Sì | Sì                | 500                 |
| Sugarbunnies Wii: Yōkoso Bunnies Field-e | Takara Tomy                                           | Sì  | No | No                | 1000                |
| Sugu Suro Duo: New Pulsar R&V | Yamasa Entertainment                                  | Sì  | No | No                | 1000                |
| Swords & Soldiers | Ronimo Games                                          | No  | Sì | Sì                | 1000                |
| Tales of Monkey Island - Chapter 1: Launch of the Screaming Narwhal                                                                            | Telltale Games                                        | No  | Sì | Sì                | 1000                |
| Tales of Monkey Island - Chapter 2: The Siege of Spinner Cay                                                                                   | Telltale Games                                        | No  | Sì | Sì                | 1000                |
| Tales of Monkey Island - Chapter 3: Lair of the Leviathan                                                                                      | Telltale Games                                        | No  | Sì | Sì                | 1000                |
| Tales of Monkey Island - Chapter 4: The Trial and Execution of Guybrush Threepwood                                                             | Telltale Games                                        | No  | Sì | Sì                | 1000                |
| Tales of Monkey Island - Chapter 5: Rise of the Pirate God                                                                                     | Telltale Games                                        | No  | Sì | Sì                | 1000                |
| Target Toss Pro: Bags | Incredible Technologies, n-Space                      | No  | Sì | No                | 700                 |
| Tenshi no Solitaire | G-Mode                                                | Sì  | No | No                | 500                 |
| Tetris Party | Hudson Soft                                           | Sì  | Sì | Sì                | 1200                |
| Texas Hold'em Poker | Gameloft                                              | No  | Sì | Sì                | 600                 |
| Texas Hold'em Tournament | Digital Leisure                                       | No  | Sì | Sì                | 500                 |
| The Amazing Brain Train! | Grubby Games                                          | No  | Sì | No                | 600                 |
| The Incredible Maze Chokkan! Balance LabyrinthJP                                                                                               | Digital Leisure, Gameloft                             | Sì  | Sì | Sì                | 500                 |
| The Magic Obelisk Shadow Walker: Kage no Shōnen to Hikari no YōseiJP                                                                           | Game Arts                                             | Sì  | Sì | No                | 1000JP 500          |
| The Mystery of Whiterock Castle | RTL Playtainment                                      | No  | No | Sì                | 700                 |
| The Three Musketeers: One For All | Legendo Entertainment                                 | No  | Sì | Sì                | 900                 |
| ThruSpaceNA ThruSpace: Puzzle 3D ad alta velocitàPAL Surinuke AnatōsuJP                                                                        | Keys Factory, Nintendo                                | Sì  | Sì | Sì                | 800                 |
| Tiki Towers | RealNetworks                                          | No  | Sì | No                | 500                 |
| Toki Tori | Two Tribes B.V.                                       | No  | Sì | Sì                | 1000NA 900          |
| Tokyo City Nights | Gameloft                                              | Sì  | No | No                | 1000                |
| Tomena Sanner Tomena Sanner WiiJP | Konami                                                | Sì  | Sì | Sì                | 500                 |
| Tomy Car Drive Shutsudou! Kinkyū Sharyou Hen                                                                                                   | Takara Tomy                                           | Sì  | No | No                | 1000                |
| Tsūshin Taikyoku: Hayazashi Shogi Sandan | Nintendo                                              | Sì  | No | No                | 1000                |
| Tsūshin Taikyoku: Igo Dōjō 2700-Mon | Nintendo                                              | Sì  | No | No                | 1000                |
| Tsūshin Taikyoku: World Chess | Nintendo                                              | Sì  | No | No                | 1000                |
| Tumblebugs 2 | Wildfire Studios, Gameshastra                         | No  | Sì | No                | 800                 |
| TV Show King | Gameloft                                              | Sì  | Sì | Sì                | 1000                |
| TV Show King 2 | Gameloft                                              | No  | Sì | Sì                | 800                 |
| UNO | Gameloft                                              | Sì  | Sì | Sì                | 1000NA 800JP 500PAL |
| Unou Kids: Okigaru Unou Training | IE Institute Co., Ltd.                                | Sì  | No | No                | 800                 |
| Urbanix | Nordcurrent                                           | No  | Sì | Sì                | 500                 |
| V.I.P. Casino: Blackjack | High Voltage Software                                 | No  | Sì | No                | 700                 |
| Viral Survival Peakvox Escape VirusJP | Fun Unit                                              | Sì  | No | No                | 500                 |
| Voodoo Dice | Exkee                                                 | No  | Sì | Sì                | 1000                |
| WarioWare D.I.Y. ShowcaseNA WarioWare: Do It Yourself - ShowcasePAL Asobu Made in OreJP                                                        | Nintendo, Intelligent Systems                         | Sì  | No | No                | 800                 |
| WarMen Tactics | Calaris                                               | No  | Sì | No                | 800                 |
| Water Warfare Bang Bang KidsJP | Hudson Soft                                           | Sì  | Sì | Sì                | 800                 |
| Wild West Guns | Gameloft                                              | Sì  | Sì | Sì                | 1000                |
| Word Searcher | Digital Leisure                                       | No  | Sì | No                | 500                 |
| World of Goo Goo no WakuseiJP | 2D Boy, Nintendo                                      | Sì  | Sì | Sì                | 1500                |
| Yakuman Wii: Ide Yosuke no Kenkou Mahjong | Nintendo, Spice Games                                 | Sì  | No | No                | 1000                |
| Yomi Kikase Asobi Wii | Perpetuum                                             | Sì  | No | No                | 1000                |
| You, Me, and the Cubes Kimi to Boku to RittaiJP                                                                                                | Nintendo, Fyto                                        | Sì  | Sì | Sì                | 1000                |
| Yummy Yummy Cooking Jam | Virtual Toys                                          | No  | Sì | Sì                | 1000                |

## Successi
Nintendo of Europe non ha diffuso i dati di vendita riguardo ai giochi del Canale Wii Ware, ma ha affermato che il lancio è stato accolto molto bene dai giocatori europei e ha rilevato che il gioco più scaricato è stato LostWinds, seguito da TV Show King e Final Fantasy Crystal Chronicles: My Life as a King.